# Battle Cars
Battle Cars är ett racingspel till SNES, utvecklat av Malibu och utgivet av Namco 1993.

## Handling
Spelet är ett så kallat futuristiskt racingspel, där bilarna är utrustade med missiler och granatkastare.

### Fotnoter
1. ↑  Battle Cars Arkiverad 2 november 2012 hämtat från the Wayback Machine. på Gamefaqs